# Inis Tuaisceart
Inis Tuaisceart est la plus septentrionale des Îles Blasket, archipel situé dans le prolongement de la péninsule de Dingle, dans le comté de Kerry en Irlande.
Inis Tuaisceart est le nom irlandais ; en anglais, on trouve plutôt Inishtooskert. L'île a également un surnom, An Fear Marbh (l'homme mort), en raison de son apparence quand on la regarde de l'est.
L’île abrite d'importantes colonies d’oiseaux de mer — dont une, de l'espèce océanite tempête, pourrait être la plus grande du monde — et les ruines d’anciennes constructions en pierre.